# Corazones del mundo
Corazones del mundo es una película muda dirigida por D. W. Griffith en 1918.

## Sinopsis
En un pueblo francés en la víspera de la Primera Guerra Mundial, dos familias viven como buenos vecinos. El chico (Robert Harron) de una de las familias quiere a Marie (Lillian Gish), la hija de la otra familia. Mientras se preparan para su boda, se declara la guerra y el joven, aunque americano, decide servir al país en el que vive y participa al combate.
Durante los combates, la aldea es bombardeada y la familia del joven es asesinada. Von Storm, un oficial alemán, agrede a Marie, quien logra escapar. En el campo de batalla, el chico es seriamente herido y es tratado por la Cruz Roja. Después de su recuperación, entra en el pueblo disfrazado de oficial alemán, y se reencuentra con Marie, pero ambos tienen que matar a un oficial alemán que les descubrió. Von Storm encuentra el cuerpo y después el escondite de los dos amantes, atrincherados en una habitación del albergue. Los alemanes intentan forzar la puerta, mientras que los franceses llegan para liberar al pueblo.

## Reparto
| Actor             | Personaje                          |
| ----------------- | ---------------------------------- |
| Adolph Lestina    | El abuelo                          |
| Josephine Crowell | La madre                           |
| Lillian Gish      | La chica - Marie Stephenson        |
| Robert Harron     | El chico - Douglas Gordon Hamilton |
| Jack Cosgrave     | El padre del chico                 |
| Kate Bruce        | La madre del chico                 |
| Ben Alexander     | El hermano menor del chico         |
| Marion Emmons     | El otro hermano del chico          |
| Francis Marion    | El otro hermano del chico          |
| Dorothy Gish      | La pequeña agitadora               |